# الاتفاقية الدولية لمنع تلوث البحر بالنفط
الاتفاقية الدولية لمنع تلوث البحر بالنفط (بالإنجليزية: International Convention for the Prevention of Pollution of the Sea by Oil) (اختصارًا: OILPOL) هي معاهدة دولية وُقِّعت في العاصمة البريطانية لندن في 12 مايو 1954، وعُرفت باسم اتفاقية 1954 لمنع التلوث بالنفط. وقد جرى تعديلها لاحقًا في أعوام 1962، و1969، و1971، ثم دُمجت في عام 1973 ضمن الاتفاقية الدولية لمنع التلوث من السفن.
منذ عام 1959، تتولى المنظمة البحرية الدولية الإشراف على الاتفاقية والترويج لها. وقد بيّنت المنظمة أن الاتفاقية أقرت بأن معظم التلوث النفطي كان ناتجًا عن العمليات الروتينية على متن السفن، مثل تنظيف خزانات الشحن. ففي خمسينيات القرن العشرين، كان من المعتاد غسل الخزانات بالمياه ثم تصريف مزيج الماء والنفط الناتج في البحر. وقد حظرت اتفاقية عام 1954 التخلص من النفايات الزيتية في البحر ضمن مسافة قريبة من اليابسة، وكذلك في المناطق الخاصة التي تزداد فيها المخاطر البيئية بشكل كبير.

## حادثة الحيد المرجاني العظيم
في 3 مارس 1970، اصطدمت ناقلة نفط خام ليبيرية بصخرة غير موثقة في مضيق توريس أثناء رحلتها من دوماي في إندونيسيا إلى مدينة بريزبان، مما أدى إلى تسرب نفطي كبير. وبسبب المخاوف المتعلقة بالحيد المرجاني العظيم، أُدرجت تعديلات في اتفاقية عام 1971 لتوسيع نطاق المنطقة المحظورة لتشمل الحيد المرجاني العظيم.